# Monopoly

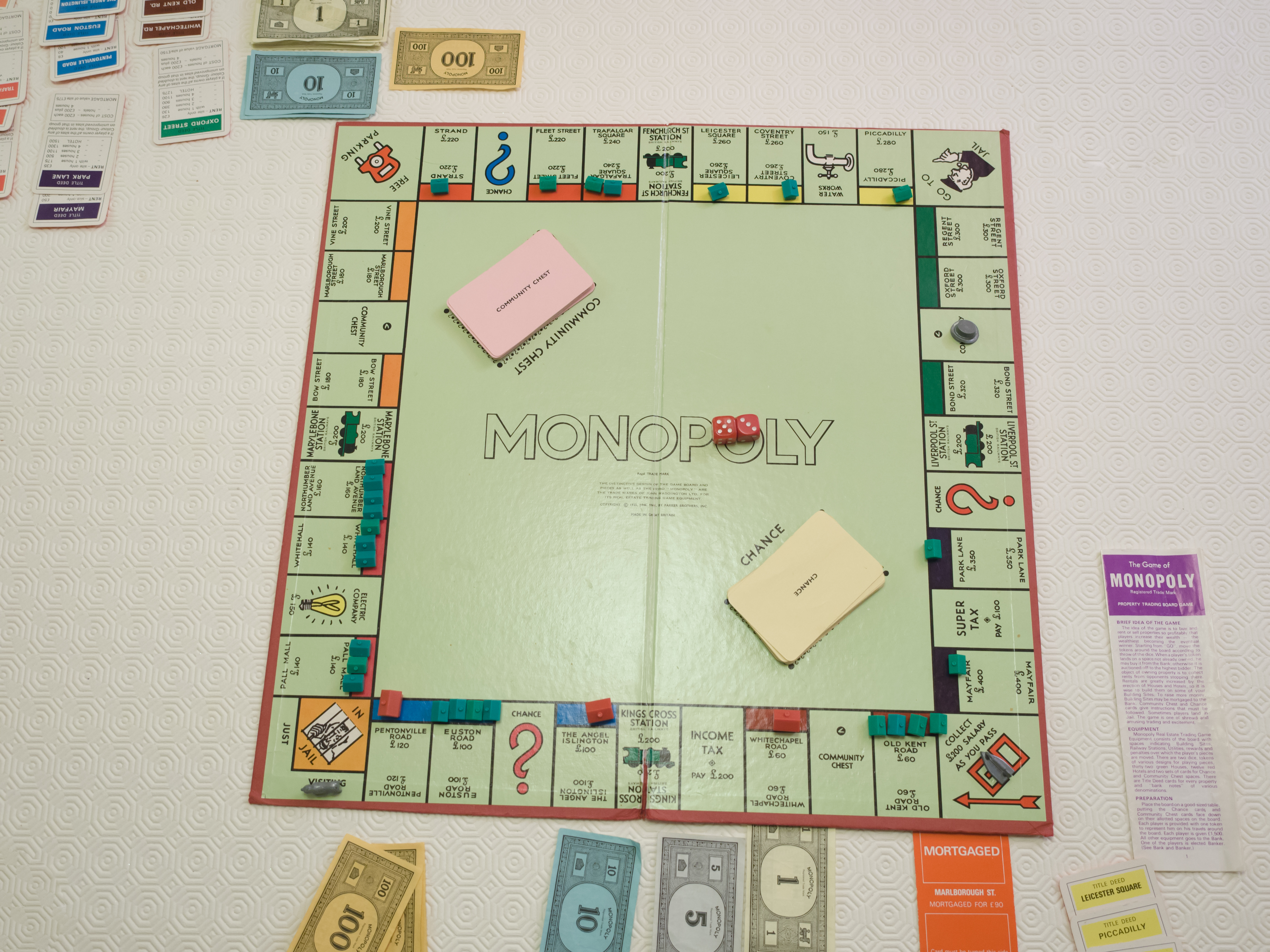
Tabla de joc

Monopoly este unul dintre cele mai populare jocuri de societate din lume, cunoscut pentru mecanismele sale de achiziție și dezvoltare a proprietăților imobiliare. Jocul, conceput inițial pentru a evidenția capcanele monopolului și capitalismului, a evoluat într-un fenomen global, având multiple ediții și adaptări.

## Istoria Jocului

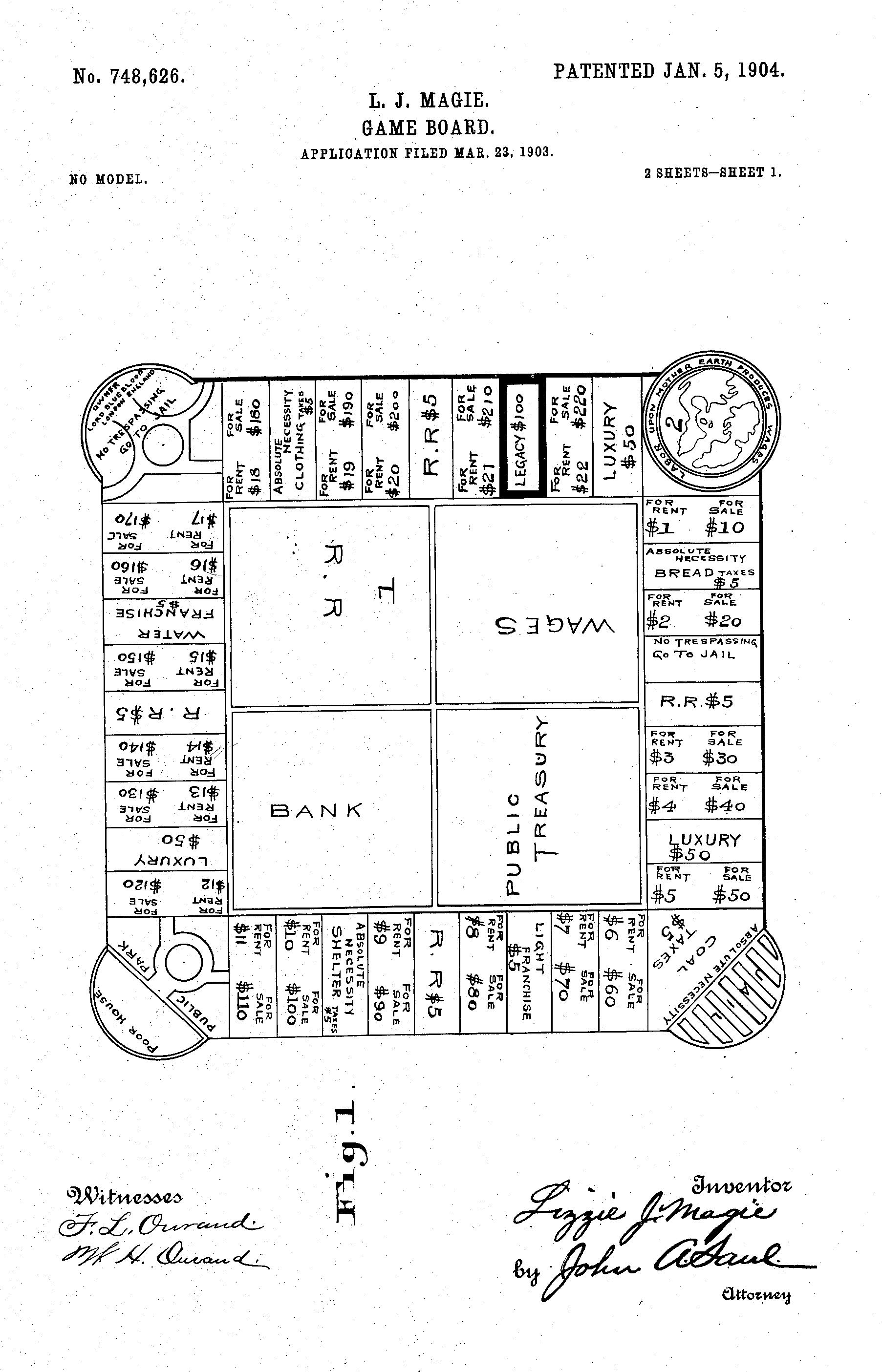
Elizabeth “Lizzie” J. Magie Phillips a obținut patentul pentru jocul său inovator, cunoscut inițial sub numele de "The Landlord's Game", pe 5 ianuarie 1904. Acest joc a fost conceput pentru a demonstra efectele economice ale monopolurilor și pentru a încuraja dezbaterile asupra reformelor economice. Jocul creat de Lizzie a pus bazele pentru ceea ce avea să devină ulterior faimosul joc "Monopoly", influențând generații întregi prin conceptul său de gestionare financiară și strategie imobiliară.

### Origini
Monopoly a fost creat în anul 1903 de Elizabeth Magie, sub numele "The Landlord's Game". Scopul inițial al jocului era să demonstreze efectele negative ale concentrării bogăției și puterii în mâinile câtorva. Jocul a fost patentat în 1904, însă nu a devenit imediat popular.

## Dezvoltarea și Popularizarea
În anii 1930, Charles Darrow a descoperit versiunea lui Magie și a creat propria variantă, pe care a vândut-o ulterior companiei Parker Brothers în 1935. Parker Brothers a achiziționat și drepturile pentru jocul original al lui Magie și a început producția în masă a jocului Monopoly, care a devenit rapid un succes.

## Structura și Reguli
Monopoly este un joc de societate pentru 2-8 jucători, care folosește un zar pentru a determina mișcările pe o tablă de joc. Scopul jocului este acela de a deveni cel mai bogat jucător prin cumpărarea, închirierea și vânzarea de proprietăți.

### Tabla de Joc
Tabla de joc este împărțită în 40 de spații, inclusiv:
- Proprietăți: Spații pe care jucătorii le pot cumpăra, construi case și hoteluri.
- Gări: Patru gări care pot fi achiziționate.
- Companii de utilități: Două companii (electricitate și apă) care pot fi achiziționate.
- Colțuri speciale: Start, Închisoare, Parcare Gratuită și Du-te la Închisoare.
- Cărți de șanse și cufere comunitare: Spații unde jucătorii trag cărți care pot avea efecte pozitive sau negative.

### Piese și Cartonașe
Jucătorii aleg piese reprezentative (pionii) pentru a se deplasa pe tablă. Există și bani de Monopoly, cartonașe de proprietate și case și hoteluri care se folosesc pentru a marca deținerile și dezvoltările fiecărui jucător.

### Principalele Reguli
1. Mișcare: Jucătorii aruncă zarurile și se mișcă în sensul acelor de ceasornic pe tablă.
2. Achiziționare: Jucătorii pot cumpăra proprietăți neadjudecate pe care aterizează.
3. Renta: Dacă un jucător aterizează pe o proprietate deținută de altcineva, trebuie să plătească rentă.
4. Dezvoltare: Jucătorii pot construi case și hoteluri pe proprietățile lor pentru a crește valoarea rentei.
5. Împrumuturi și Gaj: Jucătorii pot gaja proprietăți pentru a obține bani de la bancă.
6. Faliment: Dacă un jucător nu poate plăti o datorie, trebuie să-și vândă proprietățile. Dacă rămâne fără bani și proprietăți, este eliminat din joc.

### Strategii de Joc
Monopoly nu este doar un joc de noroc, ci implică și strategii bine gândite:
- Achiziționarea proprietăților cheie: Proprietățile de culoare portocalie și roșie sunt cele mai rentabile.
- Construirea rapidă: Construirea rapidă de case și hoteluri pe grupuri de proprietăți poate aduce câștiguri mari.
- Negocierea: Tranzacțiile și schimburile între jucători pot fi esențiale pentru formarea monopolurilor.
- Gestionarea resurselor: Este importantă păstrarea unui echilibru între cheltuieli și economii pentru a evita falimentul.

## Ediții și Adaptări

### Ediții Speciale
Monopoly a cunoscut numeroase ediții tematice, adaptate pentru diverse orașe, filme, seriale TV și culturi. Printre cele mai populare se numără:
- Monopoly Here and Now: O ediție modernizată, care reflectă inflația și actualizează locațiile.
- Monopoly Star Wars: O versiune tematică bazată pe universul Star Wars.
- Monopoly Empire: În care jucătorii achiziționează companii faimoase în loc de proprietăți imobiliare.

### Versiuni Digitale
Monopoly a fost adaptat și pentru platformele digitale, incluzând versiuni pentru PC, console, și aplicații mobile. Acestea oferă funcționalități suplimentare, precum jocul online multiplayer.

## Impactul Cultural și Economic
Monopoly a influențat cultura populară și a fost folosit în educație pentru a ilustra concepte economice. De asemenea, a generat numeroase controverse privind lecțiile pe care le transmite despre capitalism și competiția economică.

## Curiozități
- În timpul celui de-al Doilea Război Mondial, jocuri de Monopoly special modificate au fost trimise prizonierilor de război, conținând hărți, compasuri și bani reali pentru a-i ajuta să evadeze.
- Cea mai lungă partidă de Monopoly înregistrată a durat 70 de zile.

## Moștenire
Monopoly este mai mult decât un simplu joc de societate; este o icoană culturală care a trecut testul timpului. Prin combinația sa de strategie, noroc și negociere, a captivat generații de jucători și continuă să fie relevant în era modernă, adaptându-se noilor tendințe și tehnologii.

## Legături externe
Materiale media legate de Monopoly la Wikimedia Commons
- Site web oficial